# اریک نهم
'اریک نهم (تولد حوالی ۱۱۲۰ تا ۱۱۲۵ — درگذشتهٔ ۱۸ مه ۱۱۶۰) که به نام اریک مقدس (به سوئدی: Erik den helige; Sankt Erik) نیز شناخته می‌شود، از ۱۱۵۶ تا ۱۱۶۰ پادشاه سوئد بود. وی به عنوان یکی از قدیسان کلیسای کاتولیک نیز شناخته می‌شود.